# Hi-hat

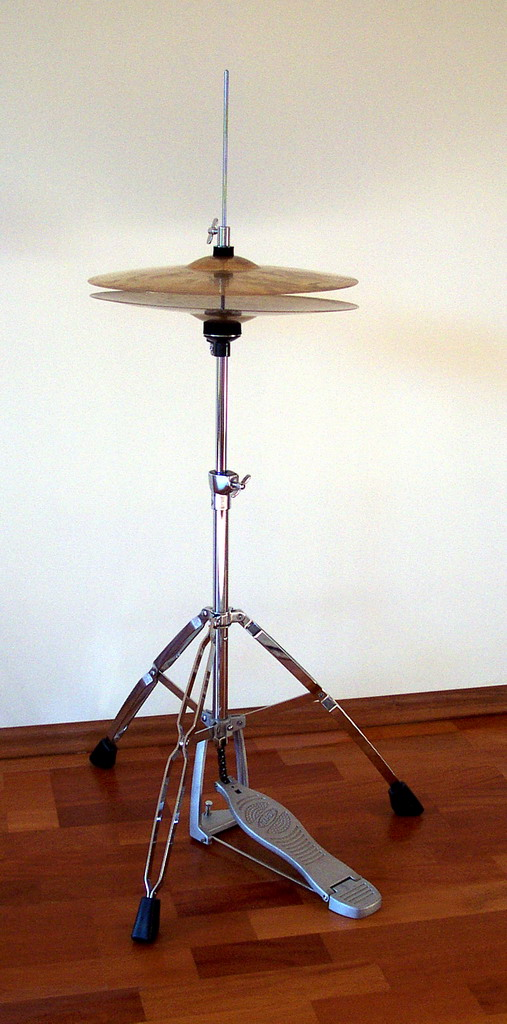
Hi-hat.

Hi-hat (někdy psáno i hihat, česky též hajtka) je jedna ze základních částí bicí soupravy. Tvoří ho stojan, na kterém je ve vodorovné poloze upevněn pár činelů. Vrchní činel je možné ovládat pedálem. Na hi-hat se hraje paličkou nebo nohou.

## Historie
Hi-hat se vyvinul z páru činelů, které se upevňovaly na rám basového bubnu. Dnešní podobu dostal už na konci dvacátých let 20. století. ve Spojených státech.
Koncem šedesátých let se pro hi-hat ustálilo používání čtrnáctipalcových (14") činelů. Výjimečně se používaly 13" činely. Menší rozměry už příslušely dětským bicím soupravám. S příchodem hard rocku však začali někteří bubeníci (včetně Johna Bonhama z Led Zeppelin) používat činely o průměru 15". S nejmenšími činely přišla začátkem devadesátých let firma Paiste — 8" hi-hat činely byly součástí jejich série Vision. Koncem devadesátých let se opět staly standardem 14" činely.
Poslední dobou je trendem vyrábět hi-hat činely silnější než crash činely, u kterých se naopak vyžaduje co nejmenší tloušťka. Další inovací se stala různá tloušťka činelů. V poslední době je horní hi-hat činel silnější než spodní. Ovšem i zde existují výjimky, například řada K Zildjian Steve Gadd Session má vrchní činel slabší. Údajně kvůli čistšímu a jasnějšímu zvuku. Některé typy hi-hat činelů mají dokonce otvory ve spodním činelu. Mezi tyto řady patří: Sabian X-cellerator, Paiste Sound Edge nebo Meinl Soundwave. Také se dají sehnat činely různých velikostí, kdy horní činel je o něco málo menší než spodní. Například jazzový bubeník Max Roach byl známý tím, že používal 15" dolní činel a 14" horní.
K dalším zajímavým experimentům patří elektronicky ovládaný hi-hat nebo Triple Hi-Hat firmy Sabian. U něho tvořily hi-hat tři činely — po sešlápnutí pedálu se spodní pohyboval nahoru a vrchní současně dolů, prostřední činel zůstával nehybný.

## Zvukové ukázky
| Zvukové ukázky                                          | Zvukové ukázky                | Zvukové ukázky     |
| Nástroj                                                 | Způsob hry                    | Audio (Ogg Vorbis) |
| ------------------------------------------------------- | ----------------------------- | ------------------ |
| Hi-hat                                                  | Zavřený hi-hat                | 41 KB              |
| Hi-hat                                                  | Otevřený hi-hat               | 58 KB              |
| Hi-hat                                                  | Hi-hat ovládaný pouze pedálem | 48 KB              |
| Více ukázek najdete v sekci Drums na Wikimedia Commons. |                               |                    |